# Chód konia

Galop

Chód – sposób poruszania się konia zależny od prędkości ruchu i kolejności stawiania kończyn. 
Podstawowe rodzaje chodów konia to:
- stęp,
- kłus,
- galop,
- cwał
- u niektórych ras także inochód i tölt.

Stęp jest najwolniejszym chodem konia, natomiast cwał najszybszym.